# Metrosideros ramiflora
Metrosideros ramiflora är en myrtenväxtart som beskrevs av Carl Karl Adolf Georg Lauterbach. Metrosideros ramiflora ingår i släktet Metrosideros och familjen myrtenväxter.

## Underarter
Arten delas in i följande underarter:
- M. r. humilis
- M. r. ramiflora
- M. r. villosa